# Anna und Froga
Anna und Froga (im französischsprachigen Original Anna et Froga) ist eine Comicserie der französischen Illustratorin und Comicautorin Anouk Ricard. Die ersten Comicstrips erschienen 2004 im Kinder- und Jugendmagazin Capsule Cosmique, bis sie anschließend von Sarbacane neu aufgelegt wurden und größere Bekanntheit erfuhren.
In Form kurzer Episoden und in kindlich-naivem Zeichenstile erzählt Ricard darin die Alltagserlebnisse und Abenteuer des Mädchens Anna, ihrer Frosch-Kameradin Froga und anderer vermenschlichter Tierfreunde.
Band eins und zwei der fünfteiligen Reihe wurden 2008 und 2009 für den Jugendpreis des Angoulême-Comicfestivals nominiert.

## Handlung
In „Anna und Froga“ werden Geschichten aus dem Alltag einer Gruppe ungleicher Freunde erzählt, die zwar von kindlicher Erscheinung sind, aber gänzlich ohne Erwachsene auskommen. Zu den Unternehmungen dieses Freundeskreises gehören ein Ausflug zum Strand, der Besuch einer Kunstausstellung, gemeinsame Karten- oder Tennisspiele, der Bau eines Schneemanns, ein Amateur-Filmdreh, eine Geisterbahnfahrt oder beispielsweise ein Freibad-Besuch.
Die einzelnen, in der Regel auf vier Buchseiten begrenzten Comicepisoden werden jeweils durch einen gemalten, doppelseitigen Cartoon abgeschlossen, der auf die vorigen Szenen Bezug nimmt. Die pointierten Geschichten sind in sich abgeschlossen und bauen nicht aufeinander auf.

## Hauptfiguren
- Anna, ein dunkelhaariges Mädchen im Kleinkindalter, hat laut Ricard Ähnlichkeiten mit ihrer eigenen Person: „Sie ist schüchtern, neutral und die am wenigsten lustige in der Gruppe“.[1] Anna ist die einzige menschliche Figur in der „Anna und Froga“-Welt. Sie spielt auf der Gitarre und liebt es, zu singen.
- Froga, ein grünes Froschmädchen in roten Stiefeln, ist Annas beste Freundin. Sie hat einen temperamentvollen Charakter, ist abenteuerlustig und liebt die Gärtnerei.
- René, ein weißer Kater mit braun-gelben Streifen, ist ein aufgeweckter, kritischer Typ, der durch seine häufigen ironischen Kommentare hervortritt.
- Bubu, ein kastanienbrauner Hund mit Schlappohren, ist unternehmungslustig und hilfsbereit. Durch sein prätentiöses Auftreten ist er häufig Zielscheibe von Späßen. Er hat künstlerische Ambitionen und beschäftigt sich mit der Malerei.
- Christopher, ein überdimensionierter Regenwurm, ist ein gutmütiger und freundlicher Charakter. Zusammen mit anderen Regenwürmern ist er Teil einer 10-köpfigen Pianistentruppe. Er ist enger mit Bubu befreundet, als die anderen aus der Gruppe.

## Einflüsse und Stil
Zum Release des ersten „Anna und Froga“-Bandes in englischer Sprache wurde Ricard während des Brooklyn Comics and Graphics Festivals 2012 in New York interviewt. Neben ihrer Verehrung für die Peanuts von Charles M. Schulz bezeichnete die Comiczeichnerin Quinos Malfalda und die Zeichentrick-Fernsehserie Die Biene Maja als Inspiration.
Wie in den Peanuts drehen sich die Geschichten in Ricards Comicserie um einen Freundeskreis junger Kinder, wo Erwachsene kaum in Erscheinung treten. Mit ihrer kleinkindlichen Statur, ihren schwarzen Haaren und ihrem oftmals rot dargestellten Kleidchens kann Malfalda als direktes Vorbild für die Figur der Anna erachtet werden. Trotz ihres jungen Alters spricht Malfalda „wie eine Erwachsene“ – etwas, das charakteristisch für die Figuren von „Anna und Froga“ ist und dem Wunsch der Autorin entspricht, Kinder nicht „wie Babies zu behandeln“.
Kennzeichnend für die visuelle Erscheinung der Comics sind die mit feiner, schwarzer Kontur gezeichneten Figuren in kindlichem, in Rezensionen oftmals als „naiv“ bezeichneten Stile. Die Zeichnungen sind minimalistisch-flächig und farbenfroh koloriert, wodurch sie einen starken Kontrast zu den oftmals weiß gelassenen Hintergründen bilden, wie man es beispielsweise bei Ricards Wiesen, Stränden oder Himmeln sieht. Schatten werden entweder weggelassen oder lediglich angedeutet, das Figurenensemble flach dargestellt.
In einem gänzlich anderen Stile sind die, als Episodenabschlüsse fungierenden Doppelseiten gehalten. Die mit Pinsel und Pastellstiften gemalten Bilder haben einen höheren Detailgrad und wirken durch ihre konsequenten Schattierungen plastischer. Auch Hintergründe werden in diesen Fällen nicht ausgespart, sondern farbig dargestellt und zeigen Strukturen.
Die Panel-Rahmen sind händisch gezogen. Die Texte sind im französischen Original nicht computergesetzt, sondern von Ricard handgeschrieben bzw. gezeichnet.

## Publikationsgeschichte
Die aus Südfrankreich stammende Anouk Ricard erhielt ihr Illustrationsdiplom 1995 an der Strasbourger Kunsthochschule und kehrte nach beruflichen Tätigkeiten in Marseille 2004 nach Strasbourg zurück.
Ihre im gleichen Jahr begonnene Mitarbeit am Kinder- und Jugendcomic-Magazin Capsule Cosmique markierte ihren beruflichen Wechsel von der Auftragsillustration zur Comic-Produktion. Ricard veröffentlichte mehrere „Anna und Froga“-Comicstrips in der vergleichsweise kurzlebigen, bereits 2006 eingestellten Zeitschrift.
Ab 2007 legte das Pariser Verlagshaus Sarbacane die Comicstrips neu auf und veröffentlichte weitere „Anna und Froga“-Geschichten: Der erste Band erschien unter dem Namen Tu veux un chwingue ? – zu deutsch etwa „Magst du einen Kaugummi?“, wobei „chewing-gum“, das französische bzw. englische Wort für Kaugummi, apokopisch verkürzt wurde. 2008 und 2009 wurden die Bände Qu'est-ce qu'on fait maintenant ? (dt. etwa „Was machen wir jetzt?“) und Frissons, fraises et chips (dt. etwa „Schauder, Erdbeeren und Chips“) veröffentlicht. Ein Jahr darauf folgte mit Top niveau (mit „Top-Niveau“ oder „Höchstlevel“ übersetzbar) der vierte Band. Mit En vadrouille (zu Deutsch „Auf Wanderschaft“) schloss Ricard die Serie 2012 ab. Eine alle Episoden und eine Bonusgeschichte enthaltende, über 200-seitige Gesamtausgabe erschien im Jahre 2014.
Sowohl Einzelbände als auch die Gesamtausgabe von „Anna und Froga“ sind seit ihrer französischen Erstveröffentlichung in mehrere Sprachen übersetzt worden. Der kanadische Comicverlag Drawn & Quarterly begann 2012 mit der Herausgabe von „Anna & Froga“-Bänden und schloss die Reihe 2017 mit einer Sammelausgabe ab. Helge Dascher, die unter anderem die journalistischen Graphic Novels von Guy Delisle ins Englische übertrug und später mit Benson’s Cuckoos ein weiteres Ricard-Werk übersetzte, war für die englischsprachige Übersetzung verantwortlich. Unter dem Titel „Ana y Froga“ erschienen ab 2013 sowohl Einzelbände als auch die Gesamtausgabe beim spanischen Verlag Blackie Books. 2017 erschien eine italienische Übersetzung der Gesamtausgabe bei bao Publishing. Ende 2022 veröffentlichte der brasilianische Verlag VR Editora die beiden ersten Comicbände erstmals in portugiesischer Sprache.
Der in Berlin ansässige Verlag Reprodukt begann 2015 mit der Veröffentlichung von „Anna und Froga“-Bänden. Während Volker Zimmermann die Texte ins Deutsche übersetzte, kümmerte sich Arne Bellstorf um das Handlettering. Bis 2022 erschienen nur zwei von fünf Bänden in deutscher Sprache.

## Rezeption
In einer Ausgabe der Buch&Maus, einer schweizerischen Fachzeitschrift für Kinder- und Jugendmedien, bezeichnete Christian Gasser die „Anna und Froga“-Geschichten als „gut gelaunt, immer leicht schräg und aufsässig“. Den „Ideen, Abenteuer[n], Emotionen, aber auch [...] Spannungen und Streitereien“ attestierte er Authentizität. Die Einfälle und den Witz der Zusatzszenen in den doppelseitigen Bildern zwischen den Comics hob er besonders positiv hervor.
Der erste Band wurde in einer Rezension der Arbeitsgemeinschaft Jugendliteratur und Medien der GEW als „empfehlenswert“ eingestuft. Von hoher Qualität seien die Geschichten vor allem dann, „wenn Absurdität und kindliche Fantasie miteinander verschwimmen“. „Weniger in einer vertieften Versenkung und Reflexion des Gelesenen“ liege der wesentliche Reiz des Comics laut Rezensent, sondern in „kurzweilige[r] Unterhaltung“.
Als „amüsant“ bezeichnete Margo O. Littel die Kurzgeschichten des ersten Bandes in der San Francisco Book Review. Sie wies jedoch darauf hin, dass das Buch den Leser vielleicht mit dem Wunsch nach etwas mehr Raffinesse auf erzählerischer oder visueller Ebene zurücklässt.
Überaus angetan von den Büchern war die Bilderbuch-Bloggerin Sarah Yewman, die ihnen bescheinigte, einen „scharfsinnigen, humorvollen und realistischen Blick auf eine eklektische Mischung von Freunden“ einzunehmen. Sie bezeichnete Ricards Erzählstil als „erfrischend“ und die Buchserie als „höchst angenehme Lektüre für Kinder und Erwachsene gleichermaßen“.
Tu veux un chwingue ?, der erste Band der „Anna und Froga“-Reihe, wurde 2008 auf dem Internationalen Comicfestival von Angoulême von einer Jury aus Kindern und Jugendlichen zwischen 9 und 14 Jahren für den Jugendpreis des Festivals nominiert. Im Folgejahr erhielt auch der zweite Band diese Nominierung.
Für ihr Gesamtwerk wurde Anouk Ricard 2018 mit dem Prix Schlingo ausgezeichnet.

## Adaptionen
Für die „Anna und Froga“-Ausstellung auf dem Angoulême-Festival schuf Ricard 2007 einen anderthalbminütigen Kurzfilm im Stop-Motion-Verfahren. Musikalisch und stimmlich wurde sie von ihrem Partner Franceso Rees unterstützt. Der Kurzfilm zeigt eine neue, zuvor nicht in den Comicstrips erzählte Episode über Renes unglücklichen Auftritt in einer Fernseh-Spieleshow.
Im Rahmen eines gemeinsamen Projekts zwischen dem Festival d'Angoulême und der dortigen Animationsfilmschule erstellten Angoulemeser Filmstudierende 2014 zahlreiche „Anna und Froga“-Kurzfilme. Anouk Ricard gab den Studenten die Möglichkeit, freie Adaptionen ihres Werkes zu erschaffen. Der Workshop fand vom 4. bis 14. November 2014 unter der Leitung von Etienne Pinault statt.
Basierend auf Anouk Ricards Comicserie erschien 2022 mit Anna & Friends eine CGI-Animationsserie. In Zusammenarbeit von Superprod, Digital Graphics und Atmosphere Media wurden 78 siebenminütige Episoden produziert. Die 3D-Figuren und -Umgebungen sind in einem Knetgummi-Look gehalten. Während die Comicserie nicht explizit für Kinder  geschrieben wurde, versuchte man bei der Animationsserie, einen stärkere Verbindung zu dieser Zielgruppe zu schaffen. In allen Produktionsphasen arbeitete Anouk Ricard mit dem Team der Animationsserie zusammen, wurde beim Schreiben der Drehbücher konsultiert und verfasste mit Stéphane Melchior 18 eigene Texte. Die Serie wurde in über zehn Sprachen veröffentlicht.

## Werke
1. Tu veux un chwingue ?, Sarbacane, 2007; dt. Kaugummi?, Reprodukt, 2015
2. Qu'est-ce qu'on fait maintenant ?, Sarbacane, 2008; dt. Und was jetzt?, Reprodukt 2016
3. Frissons, fraises et chips, Sarbacane, 2009; nicht in dt. Sprache erschienen
4. Top niveau, Sarbacane, Sarbacane, 2010; nicht in dt. Sprache erschienen
5. En vadrouille, Sarbacane, 2012; nicht in dt. Sprache erschienen

Gesamtausgabe:
- Anna et Froga : l'intégrale, Sarbacane, 2014; engl. Anna and Froga: Completely Bubu, Drawn and Quarterly, 2017